# Shoshenq I

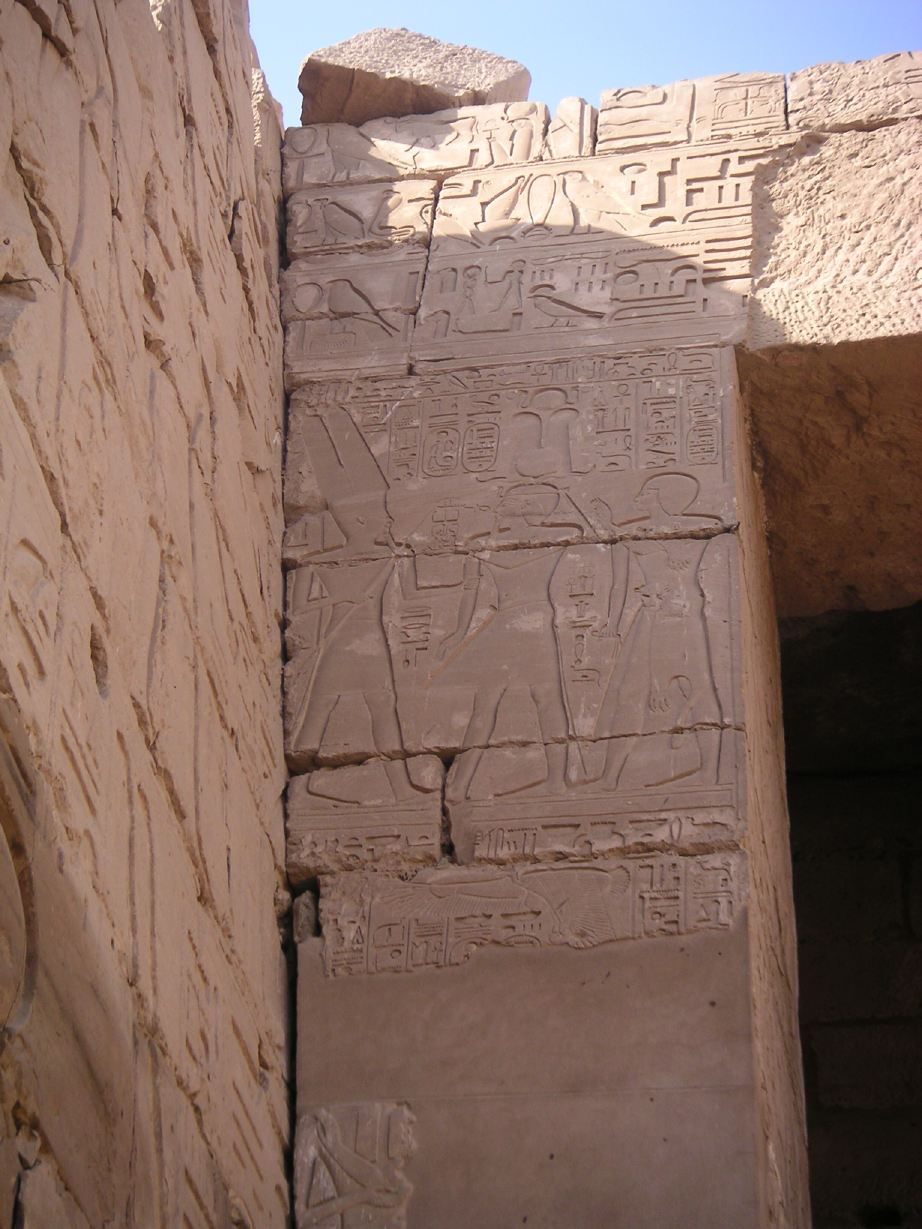
Cánh cổng Bubastite tại đền Karnak. Trên đó mô tả Shoshenq I và con trai thứ hai, Iuput A

Hedjkheperre Setepenre Shoshenq I, còn được gọi tắt là Sheshonk hay Sheshonq I, là vị pharaon người Libya và là người sáng lập ra Vương triều thứ 22 trong lịch sử Ai Cập cổ đại. Ông thường được đồng nhất với pharaon Shishak, người được đề cập trên "Cánh cổng Bubastite" tại đền Karnak.

## Thân thế
Shosheng I là con của Nimlot A - "Đại thủ lĩnh Meshwesh" với phu nhân Tentshepeh, con gái của một Đại thủ lĩnh Meshwesh, vì thế mà Tentshepeh thường được cho là chị em với Nimlot. Vợ và con của Shosheng I bao gồm những người sau:
- Patareshnes, không rõ tên cha mẹ. Tuy nhiên, cha của bà được nhắc đến là một Đại thủ lĩnh Meshwesh, cho thấy ông là người Libya[4]. Patareshnes được biết đến qua nhiều văn tự, đặc biệt là qua một bức tượng của người con trai là Nimlot B (ÄOS 5791, Bảo tàng Kunsthistorisches)[5]. 
  - Nimlot B, Chỉ huy bộ binh - Thống đốc của Heracleopolis Magna dưới thời cha mình[6]. Nimlot được biết đến qua bức tượng ÄOS 5791[5], một tượng quỳ (JE 37956, Bảo tàng Cairo)[7] và 2 vòng tay vàng (EA 14594-5, Bảo tàng Anh)[8].
- Karomama A, chỉ được nhắc đến qua tấm bia Pasenhor. Theo đó, bà mới được chứng thực là mẹ đẻ của pharaon kế vị Osorkon I[5]. 
  - Vua kế vị Osorkon I.
- Hai người con không rõ mẹ: 
  - Iuput A, Đại tư tế Amun - Tổng tư lệnh - Thống đốc Thượng Ai Cập. Iuput có một con gái là Nesikhonsupakhered, lấy tư tế Amun cấp thấp Djedkhonsiufankh[5].
  - Công chúa Tashepenbast, không rõ[5].

### Gia phả
```
Paihuty - "Đại thủ lĩnh Meshwesh"
|
|
| 

Shoshenq A
 = Mehtenweskhet A
|
+--------+-------------+
| | 

Osorkon Già
 
Nimlot A
 = Tentsepeh 
|
|
|
Shoshenq I
```

## Trị vì

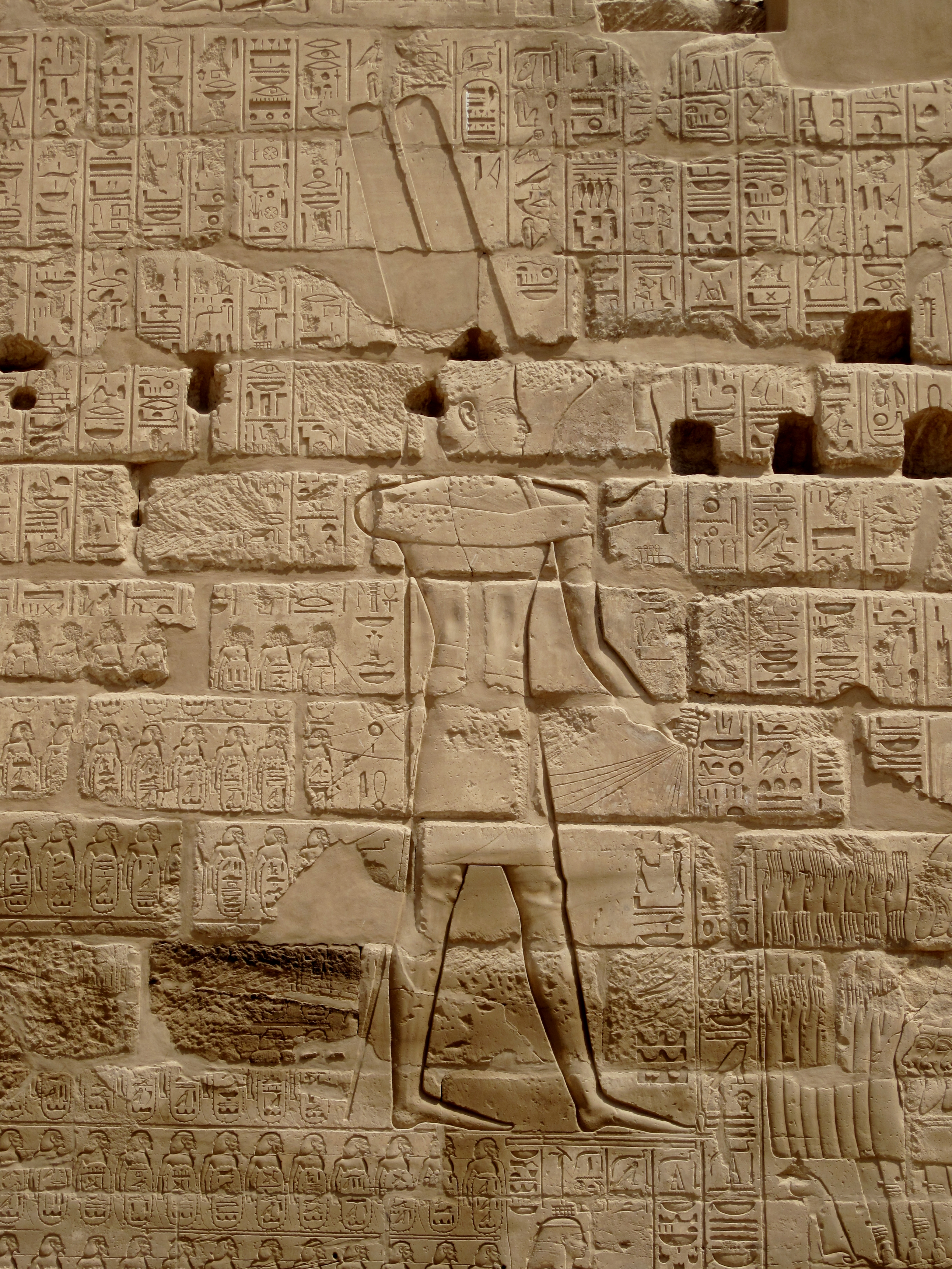
Những thành phố mà Shoshenq I đã chinh phục được khắc trên tường. Ở giữa là thần Amun

Ban đầu, Kenneth Kitchen đã thiết lập cho Shosheng I một triều đại kéo dài khoảng 21 năm, bắt đầu từ năm 945 đến 924 TCN. Nhưng sau đó, niên đại của ông đã lùi xuống một vài năm, vào khoảng 943 – 922 TCN, theo một số nhà nghiên cứu như Edward Wente và Morris Bierbrier.

### Đối ngoại
Vào những năm trị vì cuối cùng, Shosheng I đã cho mở rộng lãnh thổ đến cả khu vực Trung Đông. Điều này được chứng minh bởi việc phát hiện ra nhiều di tích mang tên nhà vua, bao gồm một bức tượng tại thành phố Byblos của Liban; một phần của tấm bia tại Megiddo, Israel và một danh sách các thành phố bị chiếm đóng được liệt kê trên tường đền Karnak.
Shoshenq đã cho khắc một văn bản ghi lại chi tiết cuộc chinh phục ở Nubia và Israel. Đây là hành động quân sự đầu tiên bên ngoài lãnh thổ Ai Cập được ghi chép chính thức trong nhiều thế kỷ.

### Đối nội
Shoshenq và các vua đời sau đã chỉ định cho chính những người con trai của mình giữ các chức vị Đại tư tế, không để người ngoài tham dự. Việc kế thừa tước vị này đã diễn ra trong khoảng 1 thế kỷ sau đó.

## Chôn cất

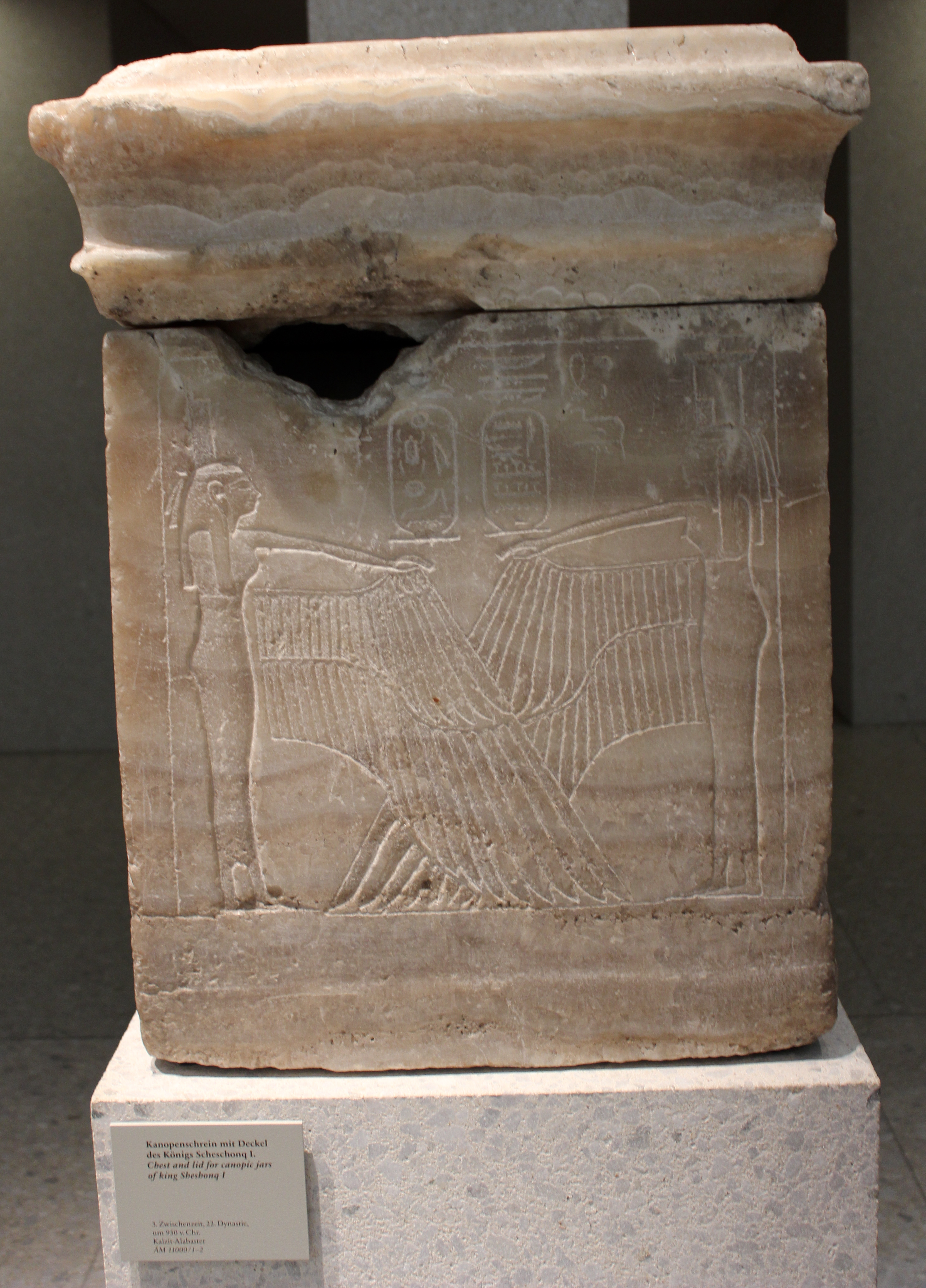
Rương đựng bình canopic của Shoshenq I (Bảo tàng Neues, Đức)

Cho tới nay người ta vẫn không biết được vị trí lăng mộ của Shosheng I. Vật dụng tang lễ duy nhất liên quan đến Shoshenq I là một cái rương đựng bình canopic hiện được lưu giữ tại tại Đức (ÄMB 11000). Nhà nghiên cứu Troy Sagrillo cho biết, chỉ có một số ít các khối gạch có mang tên nhà vua tại Tanis nhưng tất cả chúng lại đến từ những phức hợp công trình ngoài triều đại của ông. Do đó, có khả năng hơn là Shoshenq được chôn cất tại một thành phố khác trong vùng châu thổ sông Nin. Sagrillo cũng cho rằng, Shoshenq có lẽ được chôn đâu đó ở thành phố Memphis.